# Temple de la Raison
 (septembre 2024).
Si vous disposez d'ouvrages ou d'articles de référence ou si vous connaissez des sites web de qualité traitant du thème abordé ici, merci de compléter l'article en donnant les références utiles à sa vérifiabilité et en les liant à la section « Notes et références ».

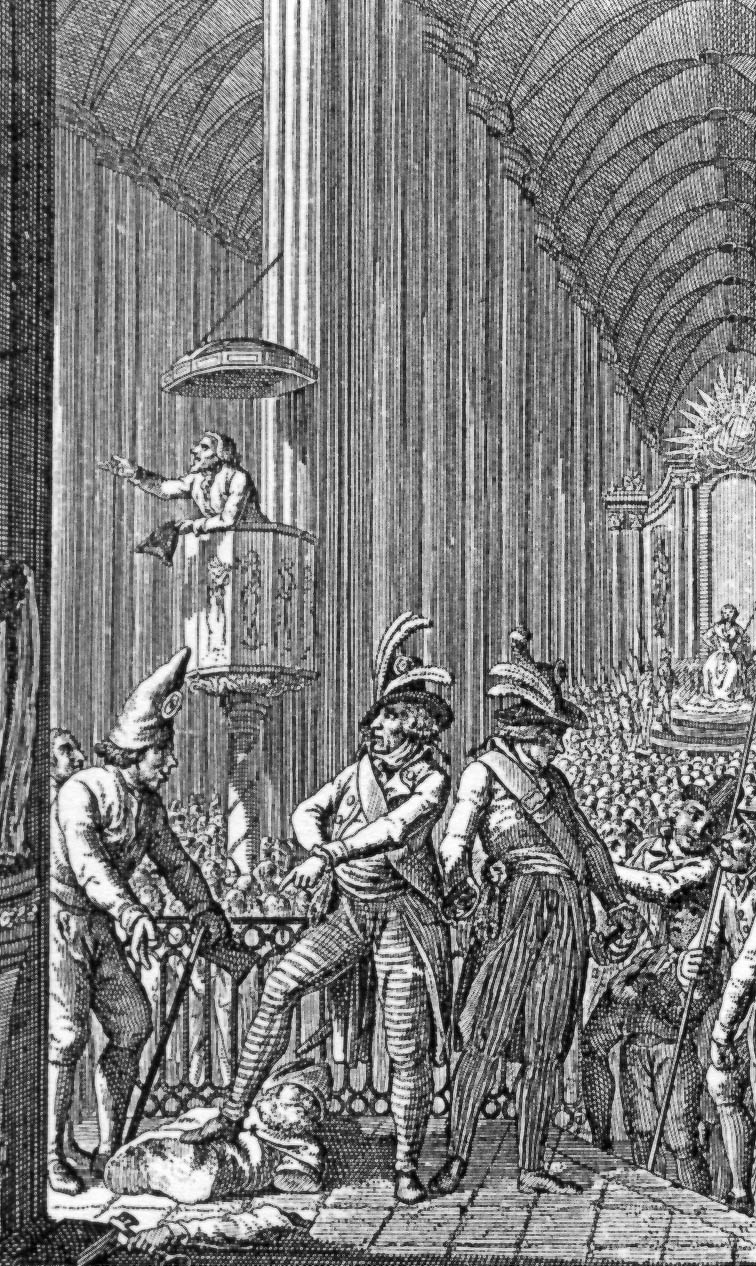
La cathédrale de Strasbourg transformée en Temple de la Raison (gravure de 1793-1794).

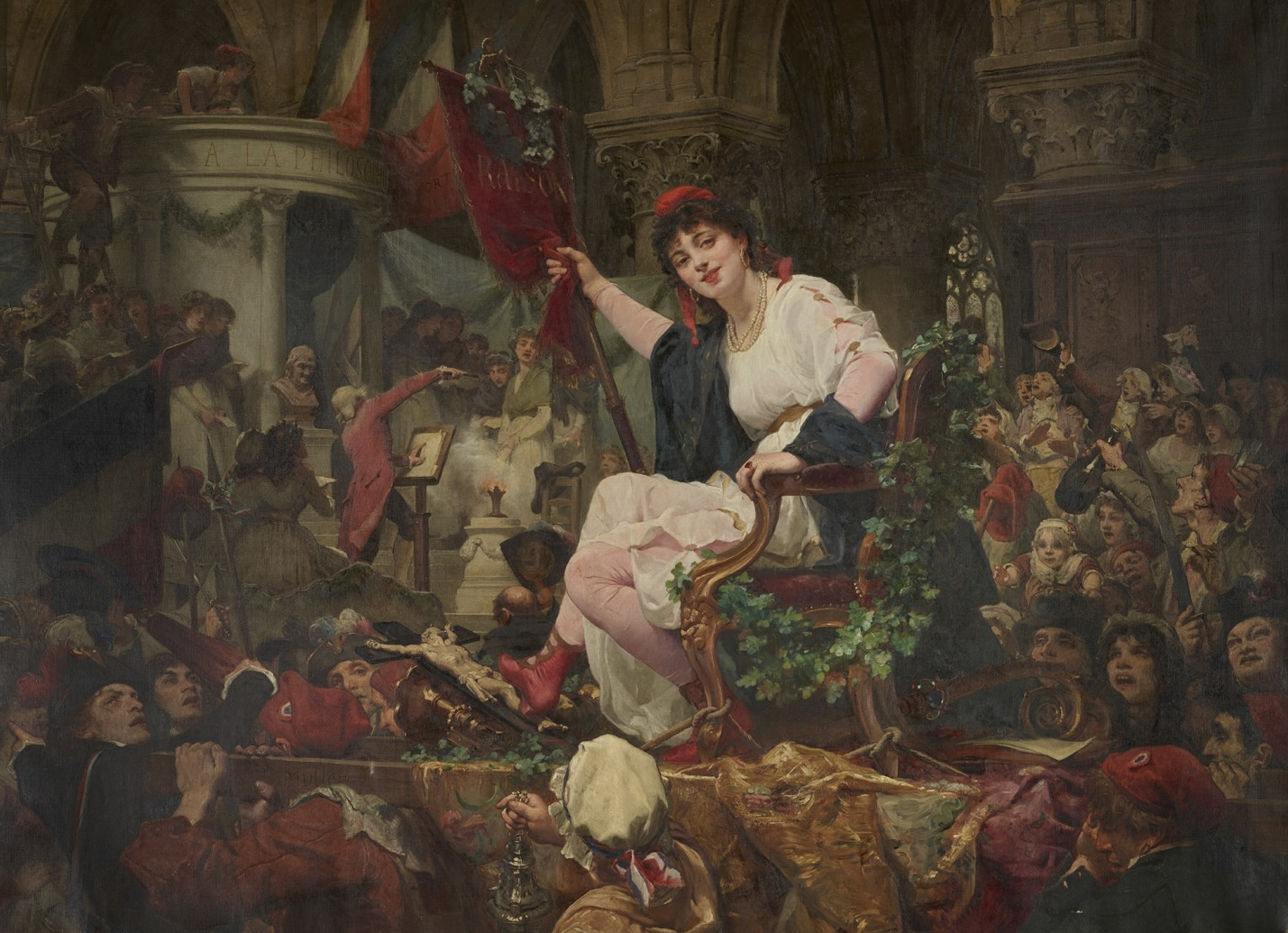
Représentation de la première Fête de la Raison dans la cathédrale Notre-Dame de Paris le 10 novembre 1793 (peinture de Charles Müller, 1878).

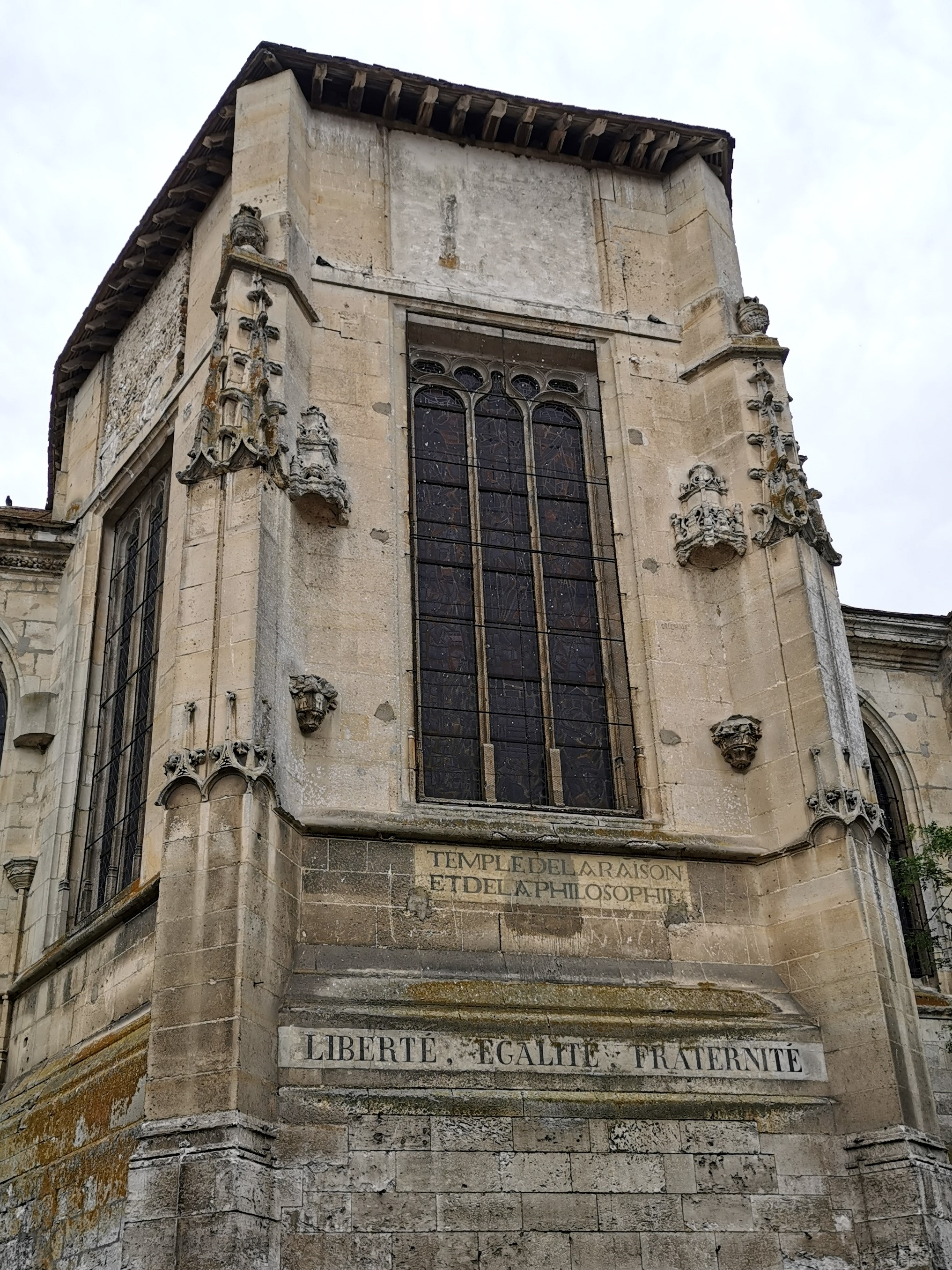
Inscription sur le chevet de l'église Saint-Martin d'Ivry-la-Bataille.

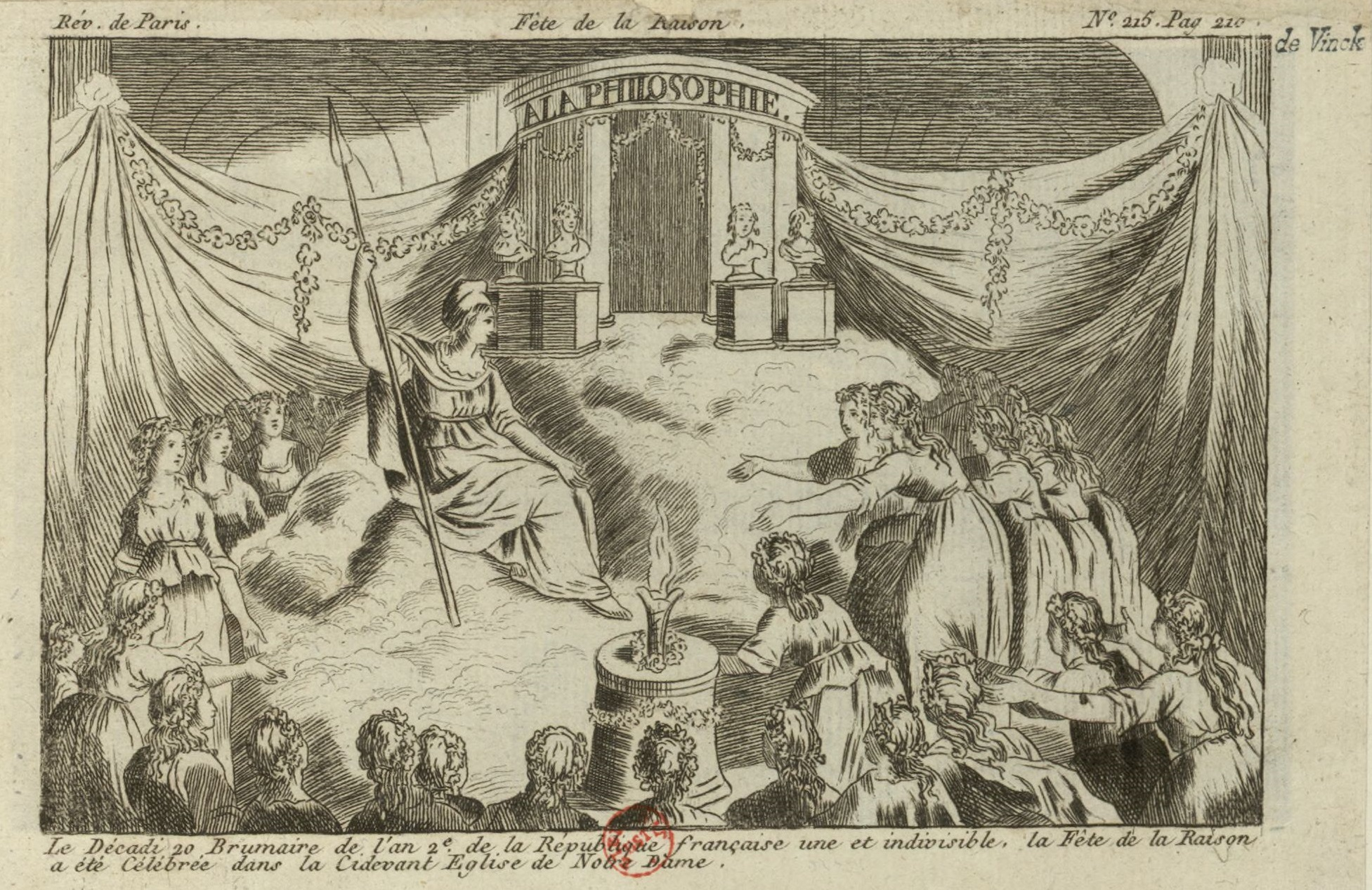
Fête de la Raison à Notre-Dame en 1793. Une montagne est édifiée dans le chœur ; une actrice personnifie la Liberté ; la Convention vient assister à la cérémonie.
Eau-forte, 1793, Paris, BnF, département des estampes.

Un temple de la Raison, sous la Révolution française en 1793, est un temple athée consacré au culte de la Raison des hébertistes athées (automne 1793-printemps 1794), puis au culte de l'Être suprême des montagnards déistes (printemps 1794-été 1794). L'édifice est généralement une église ou une cathédrale transformée.  

## Historique
La « religion » centrée sur le culte de la Raison devait rassembler tous les peuples sous la devise de la liberté et de l'égalité afin de revenir aux principes fondamentaux de la République romaine, ce qui signifiait explicitement la fin de toutes les monarchies.
Le principal instigateur du culte de l'Être suprême fut Robespierre. Député du tiers état, puis chef de file du parti des montagnards devenu l'un des accusateurs, avec son collaborateur direct Saint-Just lors du procès de Louis XVI et figure prépondérante du Comité de salut public de juillet 1793 à juillet 1794, il proposa, pour contrer la religion catholique mise à l'index depuis 1792, mais aussi pour contrer les idées athées, de créer une nouvelle « religion », d'où l'idée de « reconsacrer » des églises, dont celle de sainte Geneviève à Paris, en temples maçonniques dits « de la Raison ». En effet, sainte Geneviève était vénérée pendant la Révolution, car elle avait protégé Paris contre l'invasion des Huns en 451.
De nombreuses églises furent transformées en temples de la Raison, puis en temples de l'Être suprême, avant de porter le nom de « salles décadaires », parmi lesquelles :
- la cathédrale Notre-Dame de Paris, le 10 novembre 1793[2] ;
- l'église de la Madeleine à Paris ;
- l'église Saint-Sulpice à Paris ;
- l'église Saint-Paul-Saint-Louis à Paris dans le Marais, ancienne maison professe des jésuites ;
- l'église des Invalides à Paris ;
- l'église Saint-Thomas-d'Aquin à Paris ;
- le Panthéon de Paris ;
- l'église Saint-Pierre à Paris dans le quartier de Montmartre (dévastée) ;
- l'église Saint-Pierre de Caen ;
- la cathédrale Notre-Dame de Chartres ;
- l'église Saint-Hermeland de Bagneux ;
- l'église Notre-Dame de Bordeaux ;
- la cathédrale Notre-Dame de Reims ;
- l'église Saint-Sauveur de Rennes ;
- la cathédrale Notre-Dame de Rouen ;
- l'église Notre-Dame-de-l'Assomption de Rouffach (décembre 1793)[3] ;
- la basilique Saint-Denis ;
- l'église Saint-Charles-Borromée de Sedan ;
- la cathédrale Notre-Dame de Strasbourg (30 brumaire an II, 20 novembre 1793) ;
- la cathédrale Saint-Pierre-et-Saint-Paul de Troyes ;
- l'église Notre-Dame de Versailles.

Un grand nombre d'autres églises de province connurent le même sort. Cependant, de nombreuses églises qui servaient d'entrepôts avaient été vendues ou affectées à d'autres usages et ne furent pas transformées en temples de la Raison ou en temples de l'Être suprême.
Le concordat rétablira en 1801 le culte catholique dans les églises.